# RockBand
A RockBand (névváltozatai: Zeffer András és a RockBand, the Rock Band) egy magyar rockegyüttes, amely a Tunyogi Rock Band utódjaként jött létre.

## Története
2004-ben Tunyogi Péternek betegsége miatt egy időre fel kellett hagynia az énekléssel. A TRB először tartott nélküle egy koncertet, kiegészülve Csillag Endre gitárossal, a dalokat a zenekarvezető és billentyűs Zeffer András, valamint részben a basszusgitáros Kékesi László énekelték. 
Tunyogi Péter később jobban lett, de mivel nem ment bele abba, hogy felváltva énekeljen a készülő lemezen a három énekes, nem tért vissza. Így Zeffer véglegesen átvette az énekesi posztot, az együttes nevét pedig the Rock Bandre változtatták. Csillag Endre nem folytatta az együttműködést, második gitárosként Lukács Péter csatlakozott. A koncerteken a TRB-dalok mellett műsoron maradtak a tagok korábbi együtteseinek (P. Mobil, Piramis) slágerei, valamint A zöld, a bíbor és a fekete című emlékdal. Születtem, szerettem címmel készült új stúdióalbum is.
2006 júliusában Zeffernél is súlyos betegséget (leukémia) diagnosztizáltak, ekkor a RockBand felfüggesztette működését. A megmaradt tagok egy koncert erejéig Szabad vér néven próbálkoztak a folytatással, de nem sokkal később szétszéledtek. Egy év után felgyógyulva Zeffer fiatal zenésztársakkal újjászervezte az együttest. A visszatérő koncertről, amelyen több neves vendég is fellépett, DVD jelent meg. 2008-tól gyakran Zeffer másik együttese, a Mobilmánia előzenekaraként lépnek fel, a tagok egy része (2010-től valamennyi tag) ott is közreműködik.
2010 elején az együttes átalakult, Zeffer mellett Kozma Tamás maradt, visszatért Kékesi és Donászy Tibor, új tagként csatlakozott Szentkirályi János.2013 nyarán Szentkirályi, majd 2014 elején Kozma Tamás is távozott a Mobilmániából, és így a RockBandből is.A két új Mobilmánia-gitáros-Kispál Balázs, Csintalan Márk- közül csak utóbbi lett a tagja a RockBandnek is.2015 májusában Donászy Tibor dobos elhagyta a Mobilmániát, és a RockBandet is.Utóda Csintalan Márk gitáros bátyja, György lett. 2017 januárjában a Csintalan testvérek elhagyták a RockBandet és a Mobilmániát. A dobokhoz Donászy Tibor tért vissza, az új gitáros pedig Nusser Ernő lett.
A 2018-as Aréna-nagykoncerten a két RockBand-dalban a volt gitáros, Lukács Peta is játszott.
Manapság a Rock Band ritkán játszik, állandó játszóhelye a budapesti Backstage Pub.

### Elnevezései
2004-ben a the Rock Band nevet vették fel, így megtarthatták a TRB rövidítést, hangsúlyozva a Tunyogi Rock Banddel való folytonosságot. A 2006-os leállást követően Tunyogi Péter jogi úton bizonyította, hogy a TRB csak a Tunyogi Rock Band rövidítéseként használható, így a 2007-ben újjáalakított együttes neve Zeffer András és a RockBand lett.

## Tagok
| Tunyogi Rock Band 1997–2004 | - Tunyogi Péter – ének - Zeffer András – billentyűs hangszerek, ének - Kékesi László – basszusgitár, ének - Závodi János – gitár - Donászy Tibor – dob, ütőhangszerek                                   |
| 2004–2006                   | - Zeffer András – ének, billentyűs hangszerek - Kékesi László – basszusgitár, ének - Závodi János – gitár - Lukács Péter – gitár - Donászy Tibor – dob, ütőhangszerek                                   |
| 2007–2010                   | - Zeffer András – ének, billentyűs hangszerek - Lőrincz Viktor – basszusgitár - Vámos Zsolt – gitár - Kozma Tamás – gitár - Mészáros Péter – billentyűs hangszerek - Borbély Zsolt – dob, ütőhangszerek |
| 2010–2013                   | - Zeffer András – ének, billentyűs hangszerek - Kékesi László – basszusgitár, ének - Szentkirályi János – gitár - Kozma Tamás – gitár - Donászy Tibor – dob, ütőhangszerek                              |
| 2013–2014                   | - Zeffer András – ének, billentyűs hangszerek - Kékesi László – basszusgitár, ének - Kozma Tamás – gitár - Donászy Tibor – dob, ütőhangszerek                                                           |
| 2014 – 2015. május          | - Zeffer András – ének, billentyűs hangszerek - Kékesi László – basszusgitár, ének - Csintalan Márk – gitár - Donászy Tibor – dob, ütőhangszerek                                                        |
| 2015. május – 2017. január  | - Zeffer András – ének, billentyűs hangszerek - Kékesi László – basszusgitár, ének - Csintalan Márk – gitár - Csintalan György – dob, ütőhangszerek                                                     |
| 2017. január –              | - Zeffer András – ének, billentyűs hangszerek - Kékesi László – basszusgitár, ének - Nusser Ernő – gitár - Donászy Tibor – dob, ütőhangszerek                                                           |

## Diszkográfia

### Tunyogi Rock Band
- A tegnap itthagyott (1997)
- A King for Yesterday (1997)
- TRB koncert CD (1998)
- TRB koncert VHS (1998)
- Szárnyakon szédülő (2001)
- Próbáld meg őszintén (koncert)CD (2003)
- Tunyogi Péter emlékére - TRB koncert DVD (2008, az 1998-as felvételt tartalmazza)

### the Rock Band
- Születtem, szerettem (2004)
- The Rock Band Koncert CD (PeCsa 2005) (2005)
- Koncert DVD (PeCsa 2005) (2005)
- Unplugged lemez az Echo Quartettel (2006)

### Zeffer András és a RockBand
- Egy legenda visszatér DVD (2007)
- Mobilmánia - Budapest, Petőfi Csarnok 2009. április 30. Koncert DVD + CD (2009) (az előzenekarként fellépő RockBand műsorából 6 dal került fel, továbbá Zeffer mellett Vámos Zsolt, Kozma Tamás és Borbély Zsolt közreműködtek a Mobilmánia műsorában is)

## Külső hivatkozás
- Az együttes honlapja